# Mattiwilda Dobbs
Mattiwilda Dobbs (ur. 11 lipca 1925 w Atlancie, zm. 8 grudnia 2015 tamże) – amerykańska śpiewaczka, sopran koloraturowy.

## Życiorys
Ukończyła Spelman College w Atlancie (1946) oraz studia na Columbia University (1948). Śpiewu uczyła się u Lotte Leonard w Nowym Jorku (1946–1950) i Pierre’a Bernaca w Paryżu (1950–1952). W 1951 roku zdobyła I nagrodę na międzynarodowym konkursie wokalnym w Genewie. W 1952 roku wystąpiła na Holland Festival w tytułowej partii w Słowiku Igora Strawinskiego. Gościnnie śpiewała m.in. w mediolańskiej La Scali, Covent Garden Theatre w Londynie i na festiwalu operowym w Glyndenbourne, odbyła podróże koncertowe do Australii, Nowej Zelandii i Izraela. W 1956 roku debiutowała na deskach Metropolitan Opera w Nowym Jorku jako Gilda w Rigoletcie Giuseppe Verdiego. W latach 1961–1963 i 1967 występowała w operze w Hamburgu. Wykładała na University of Texas w Austin (1973–1974), University of Illinois (1975–1976), University of Georgia (1976–1977) i Howard University w Waszyngtonie (od 1977).
Do jej popisowych ról należały Królowa Nocy w Czarodziejskim flecie, Zerbinetta w Ariadnie na Naksos, Olimpia w Opowieściach Hoffmanna, Elwira we Włoszce w Algierze.